# الساندرو پیتین
الساندرو پیتین (انگلیسی: Alessandro Pittin؛ زادهٔ ۱۱ فوریهٔ ۱۹۹۰) اسکی‌باز پرش اهل ایتالیا است.